# Heliura cosmosomodes
Heliura cosmosomodes är en fjärilsart som beskrevs av Paul Dognin 1916. Heliura cosmosomodes ingår i släktet Heliura och familjen björnspinnare. Inga underarter finns listade i Catalogue of Life.